# Irish Hunger Memorial

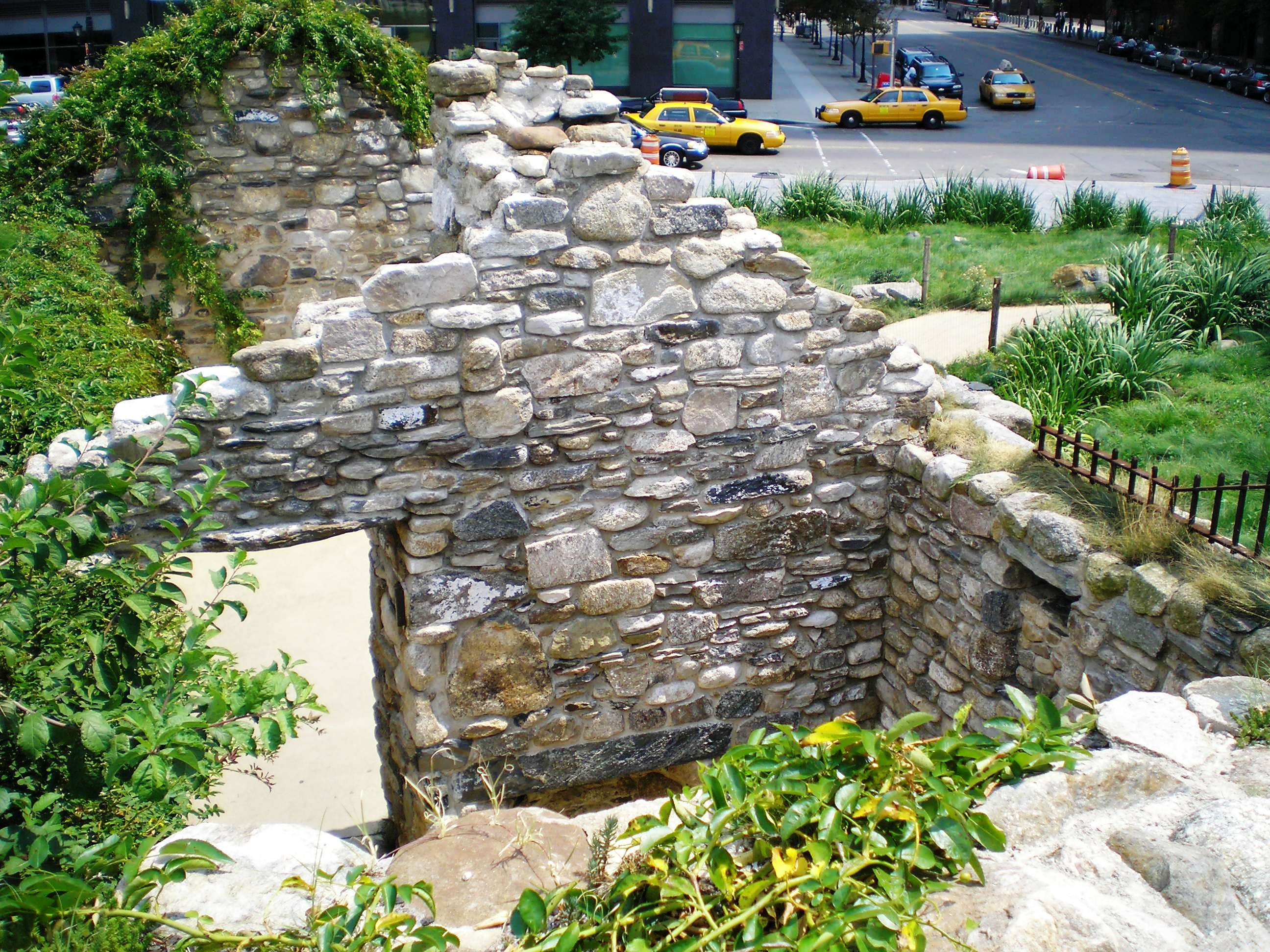
Irish Hunger Memorial

O Irish Hunger Memorial (em português:  Memorial à [Grande] fome na Irlanda) é um memorial concebido em colaboração pelo artista Brian Tolle, pela arquiteta paisagista Gail Wittwer-Laird, e pelo estúdio 1100 Architect. Localiza-se numa esquina da Vesey Street e da North End Avenue no bairro de Battery Park City em Manhattan, Nova Iorque, sendo dedicado à consciencialização sobre a Grande Fome Irlandesa que provocou a morte a cerca de um milhão de irlandeses entre 1845 e 1852.
O memorial foi inaugurado em 16 de julho de 2002. Utiliza pedras, solo e vegetação nativa da costa ocidental da Irlanda e pedras de todos os condados da ilha, recriando uma paisagem do século XIX com uma quinta em ruínas.

## Galeria

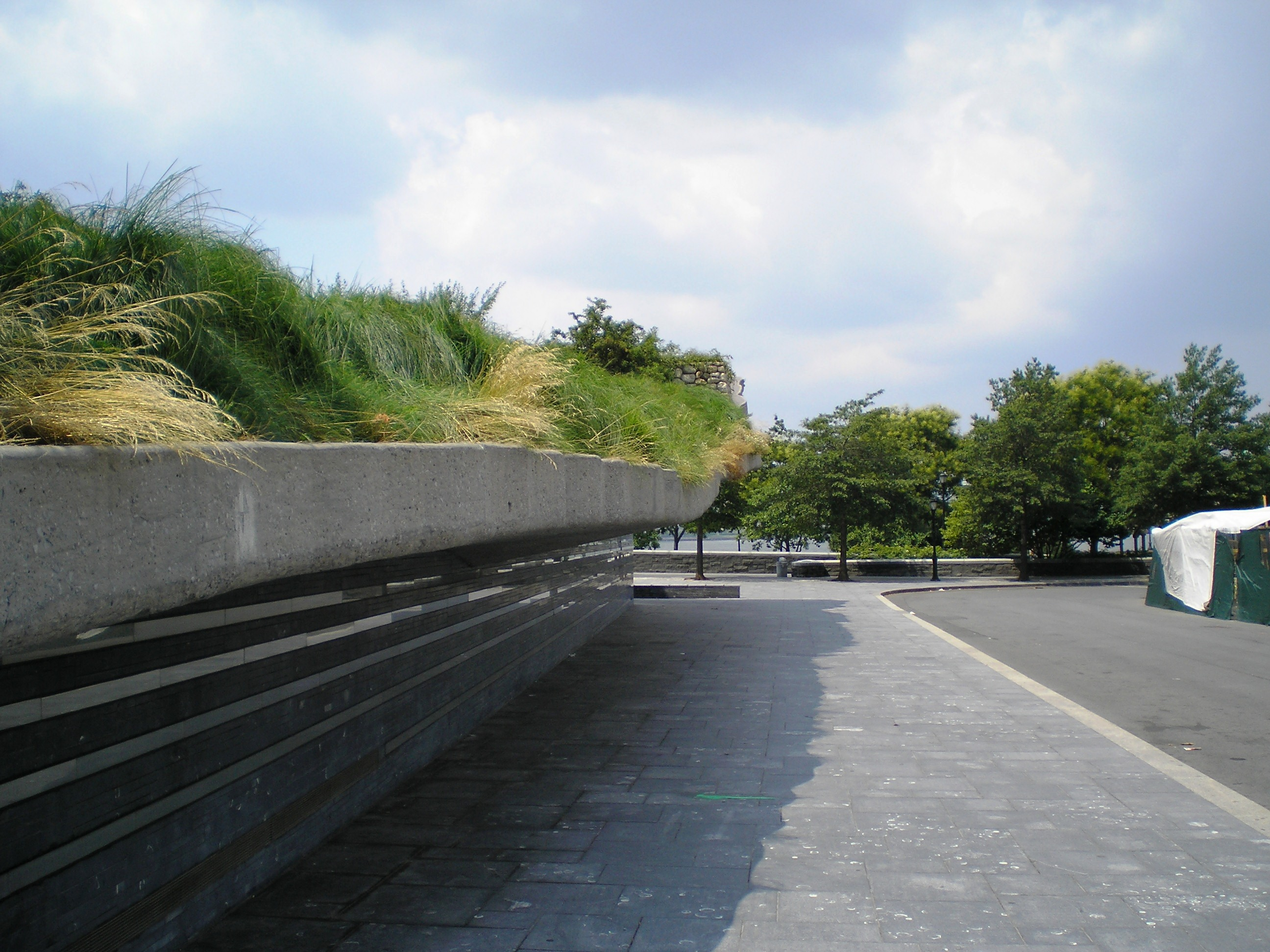
Lado norte
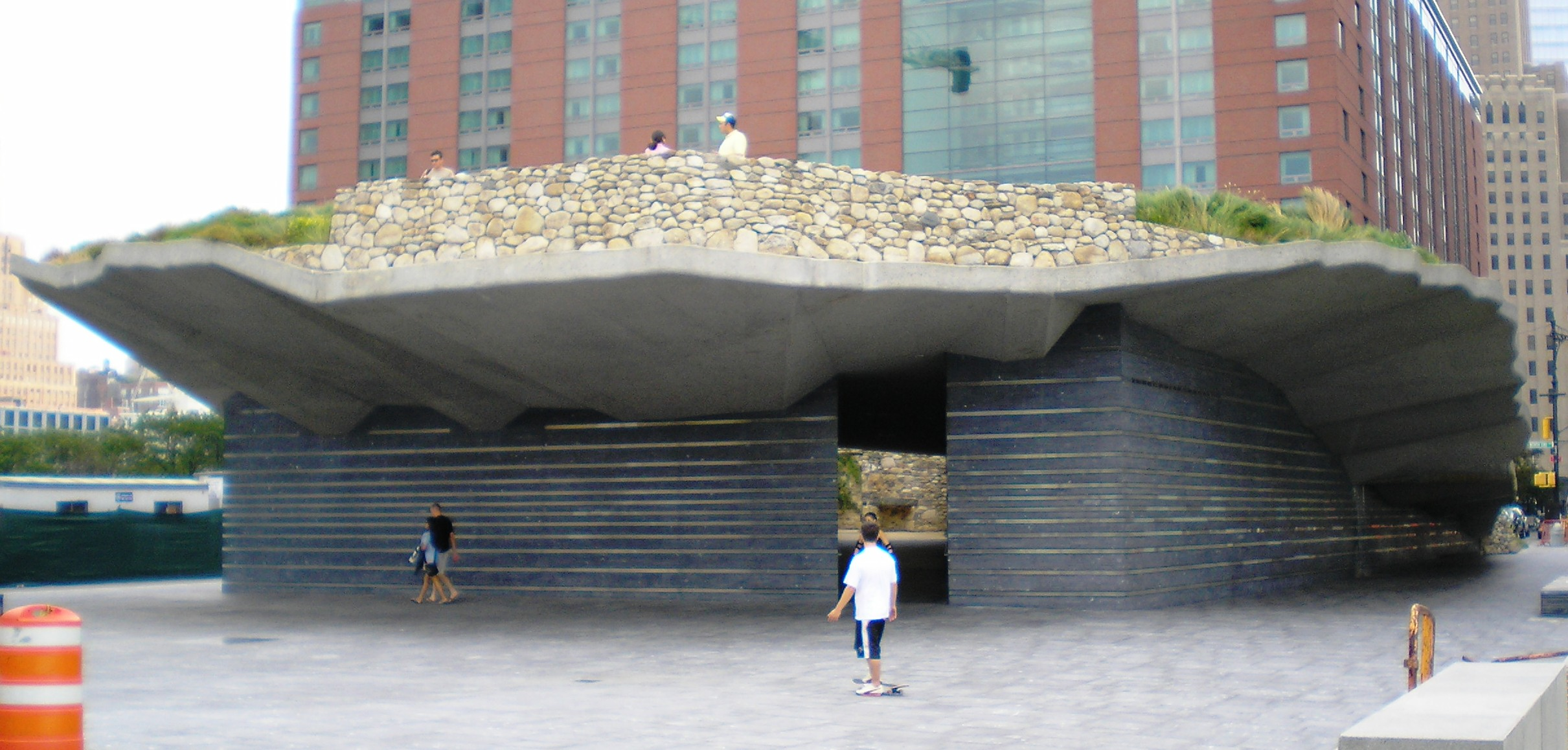
Lado ocidental
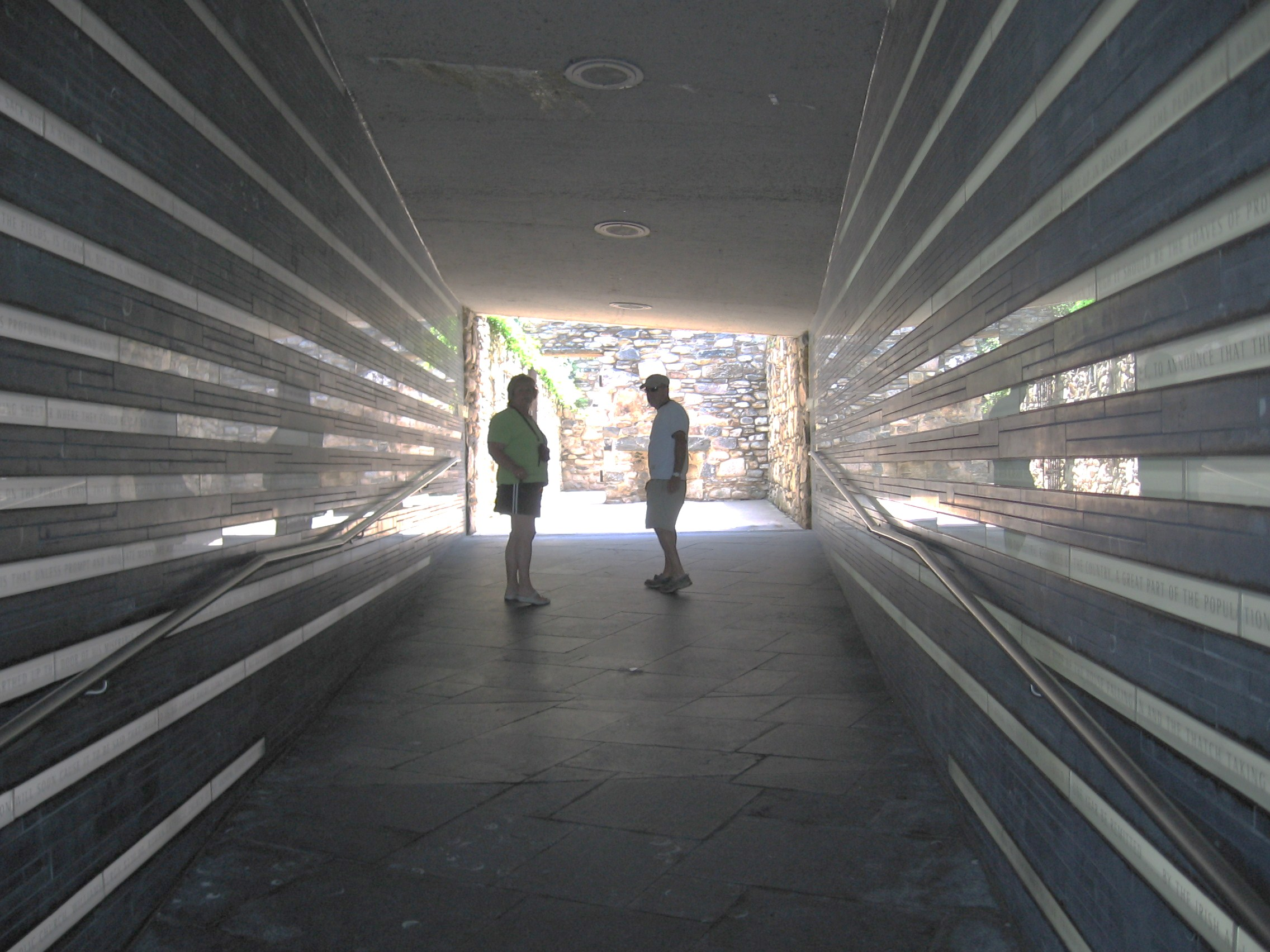
Passagem que liga o lado ocidental à quinta em ruínas e ao telhado